# Llista de les ciutats de Líbia
Llista de les ciutats de Líbia que superen els 100.000 habitants.
Segons les estimacions oficials a 1 de gener de 2005
, Líbia compta amb 4 ciutats que superen els cent mil habitants. D'entre elles destaca la capital, Trípoli, que supera el milió de persones.

## Llista
La llista següent dona les ciutats ordenades per població i la Governació (sha'biyah) on estan ubicades:
| Lloc | Ciutat   | Nom en àrab | Estim. 2010 | Governació         |
| ---- | -------- | ----------- | ----------- | ------------------ |
| 1.   | Trípoli  | طرابلس      | 1.025.244   | Trípoli            |
| 2.   | Bengasi  | بنغازي      | 629.824     | Bengasi            |
| 3.   | Misratah | مصراتة      | 259.056     | Misratah           |
| 4.   | Al-Bayda | البيضاء     | 208.180     | Al-Jabar al-Akhdar |
| 5.   | Tobruk   | طبرق        | 133.301     | Al Butnan          |